# Platja de Sant Antoni
La platja de Sant Antoni és una platja situada a la costa de Cullera (Ribera Baixa, País Valencià).

## Història
Tot i que hui en dia és la platja més cosmopolita de totes les del municipi, fa 40 anys els cullerencs hi accedien generalment travessant les séquies i els camps de taronges, ja que, el barri de Sant Antoni que hui en dia és la zona més moderna i turística de la ciutat, en aquells temps era conegut com el Raval de Sant Antoni i era un barri humil que els pescadors utilitzaven com a port. Antigament, per tant, a Cullera hi havia dos ravals: el Raval de Sant Antoni i el Raval de Sant Agustí; actualment, però, només hi ha el Raval (que és el Raval de Sant Agustí) i poca gent recorda que l'actual Sant Antoni era conegut també com el Raval de Sant Antoni.
Tots els anys en aquesta platja se celebra l'Aurora, un dels actes més populars de les Festes Patronals de Cullera, es tracta d'un acte que reuneix molts visitants i molta expectació, en el qual la patrona de Cullera: la Mare de Déu del Castell de Cullera és portada al barri, i allà a l'eixida del sol la imatge és passejada pels pescadors fins a la voreta de la mar. Resulta un espectacle veure els vaixells guarnits amb llums de colors, fen sonar les sirenes, els focs d'artifici i darrere el sol ixent. Els veïns del barri i tots els visitants passen tota la nit esperant la Mare de Déu. Durant aquesta nit la platja de Sant Antoni és plena de jóvens que encenen fogueres, mengen i beuen fins a l'arribada de l'aurora.

## Característiques
Aquesta platja oferix prop de dos quilòmetres i mig de platja amb una amplària de 75 metres amb tota mena de serveis. És d'arena fina i daurada i molt adequada per als més xicotets, ja que és necessari endinsar-se molt perquè l'aigua els cobrisca. Enfront d'ella s'alça la Penyeta del Moro, un lloc molt adequat per a practicar submarinisme. És una platja accessible, amb facilitat per al bany de persones amb mobilitat reduïda.
Aquesta platja disposa d'instal·lacions per a practicar el futbolei. L'exjugador del València CF i del FC Barcelona, Romário, es desplaçava a aquesta platja per a practicar aquest esport que tant li agradava. Des de fa molts anys se celebra el Campionat Internacional de Futbolei.